# Дерру
Дерру (англ. Derrew; ирл. An Díthreabh / Na Doiriú) — деревня в Ирландии, находится в графстве Мейо (провинция Коннахт) рядом с горами Партри.